# Paulo Junichi Tanaka
Paulo Junichi Tanaka (født 23. oktober 1993) er en japansk fodboldspiller, som spiller for den japanske fodboldklub Renofa Yamaguchi FC.